# Orrträsket, Västerbotten
Orrträsket är en sjö i Skellefteå kommun i Västerbotten och ingår i Bureälvens huvudavrinningsområde. Sjön har en area på 0,148 kvadratkilometer och ligger 249 meter över havet.

## Delavrinningsområde
Orrträsket ingår i det delavrinningsområde (718745-171038) som SMHI kallar för Mynnar i Bjurbäcken. Medelhöjden är 257 meter över havet och ytan är 3,57 kvadratkilometer. Det finns inga avrinningsområden uppströms utan avrinningsområdet är högsta punkten. Vattendraget som avvattnar avrinningsområdet har biflödesordning 3, vilket innebär att vattnet flödar genom totalt 3 vattendrag innan det når havet efter 98 kilometer. Avrinningsområdet består mestadels av skog (68 procent) och sankmarker (14 procent). Avrinningsområdet har 0,15 kvadratkilometer vattenytor vilket ger det en sjöprocent på 4,2 procent.